# Christof Wynistorf
Christof Wynistorf (* 6. März 1985 in Burgdorf) ist ein ehemaliger Schweizer Paracycler.
Christof Wynistorf ist seit 2008 blind. Von Beruf war er Landmaschinenmechaniker; er arbeitete auf dem Bauernhof seiner Eltern und betrieb als Hobby Motocross. Nach seiner Erblindung besuchte er eine Blindenschule in Basel, schloss eine Ausbildung zum medizinischen Masseur ab und erhielt eine Anstellung beim Bundesamt für Sport in Magglingen. In Basel begann er mit Hilfe eines Guides mit dem Lauftraining und bestritt Volksläufe. 2017 fuhr er auf der Radrennbahn in Grenchen erstmals auf einem Tandem und fand in Hervé Krebs, dem Schweizer BMX-Bundestrainer, einen geeigneten Piloten.
Anfang 2018 nahmen Wynistorf und Krebs das regelmässige gemeinsame Training auf. Im selben Jahr wurde das Tandem-Duo Schweizer Meister im 1000-Meter-Zeitfahren auf der Bahn; im Zeitfahren auf der Strasse belegten Wynistorf und Krebs Platz zwei. Aufgrund ihrer grossen Leistungssteigerung innerhalb eines Jahres wurden sie für die UCI-Paracycling-Bahnweltmeisterschaften 2019 in Apeldoorn nominiert. Im Oktober 2019 wurde das Duo Wynistorf/Krebs Schweizer Paracycling-Meister über 1000 Meter.